# 84011 Jean-Claude
84011 Jean-Claude è un asteroide della fascia principale. Scoperto nel 2002, presenta un'orbita caratterizzata da un semiasse maggiore pari a 4,0043712 UA e da un'eccentricità di 0,2445752, inclinata di 4,01480° rispetto all'eclittica.
L'asteroide è dedicato all'astronomo francese Jean-Claude George Pelle.